# Euphorbia sanctae-catharinae
Euphorbia sanctae-catharinae là một loài thực vật có hoa trong họ Đại kích. Loài này được Fayed mô tả khoa học đầu tiên năm 1983.